# Centralna Składnica Marynarki Wojennej
Centralna Składnica Marynarki Wojennej im. kontradmirała Xawerego Czernickiego – rozformowana jednostka Marynarki Wojennej znajdująca się przy ulicy Xawerego Czernickiego 124 w Gdyni (obecnie znajduje się tam 1 Regionalna Baza Logistyczna Skład Gdynia).
Jednostkę sformowano 15 marca 1928 roku w Modlinie. Funkcjonowały w niej magazyny: techniczny, broni i amunicji, broni podwodnej, łączności, hydrograficzny oraz służby mundurowej. Na początku wojny w 1939 roku składnica była centralną bazą zaopatrzeniową polskiej floty. Po zakończeniu II wojny światowej spełniała funkcje zakładów broni podwodnej, a z czasem wraz z rozwojem Marynarki Wojennej zbudowano w Gdyni Pogórzu kompleks logistyczny tworzący Centralną Składnicę Marynarki Wojennej. Tym samym nowa jednostka odziedziczyła tradycje przedwojennej Centralnej Składnicy Marynarki Wojennej z Modlina. W 1994 roku jednostka otrzymała swój sztandar wręczony przez ówczesnego prezydenta Lecha Wałęsę. W latach 1995–1996 dwukrotnie przyznano Centralnej Składnicy Marynarki Wojennej miano najlepszej jednostki logistycznej Marynarki Wojennej. Centralna Składnica Marynarki Wojennej była największą jednostką logistyczną polskich sił morskich. Jej głównymi zadaniami było zaopatrywanie jednostek Marynarki Wojennej w sprzęt techniczno-okrętowy, ratowniczy, w uzbrojenie, urządzenia techniczne oraz materiały eksploatacyjne. W jednostce przeprowadzało się naprawy i legalizacje sprzętu dla potrzeb Marynarki Wojennej. Jednostka stacjonowała w kilku kompleksach wojskowych w Trójmieście. Od roku 1993 patronem Składnicy jest kontradmirał Xawery Czernicki. Od 2007 roku Centralna Składnica Marynarki Wojennej podporządkowana była Szefowi Inspektoratu Wsparcia Sił Zbrojnych, zaś organizacyjnie Dowódcy Pomorskiego Okręgu Wojskowego.
W dniu 31 maja 2011 roku uroczystym podpisaniem protokołów przekazano siły i środki Centralnej Składnicy Marynarki Wojennej na potrzeby nowo tworzonego Składu Gdynia. Swoje podpisy pod dokumentami złożyli: Komendant 1 Regionalnej Bazy Logistycznej płk. Adam Polowy i Komendant Centralnej Składnicy MW kmdr por. Krzysztof Szornak.
Zgodnie z decyzją Ministra Obrony Narodowej z dnia 9 marca z końcem 2011 roku CSMW uległa rozformowaniu. Natomiast od 1 lipca 2011 na bazie sił i środków Składnicy działalność rozpoczął Skład Gdynia w strukturach 1RBLog w Wałczu.
Skład Gdynia realizuje zadania związane z logistycznym zabezpieczeniem w sprzęt i uzbrojeniem morskim jednostek Marynarki Wojennej. Kierownikiem Składu Gdynia jest kmdr ppor. Jarosław Gogolewski.